# Patrick Deschodt
Pour les articles homonymes, voir Deschodt.
Patrick Deschodt est un footballeur professionnel français, né le 2 février 1952 à Lille.
Il mesure 1,88 m et pèse 83 kg. Il évoluait au poste de défenseur.

## Clubs
- 1972-1973 :  Lille OSC (D2) : 27 matchs, 0 but[1]
- 1973-1974 :  Lille OSC (D2) : 15 matchs, 2 buts
- 1974-1975 :  Lille OSC (D1) : 5 match, 0 but
- 1975-1976 :  Lille OSC (D1) : 6 match, 0 but
- 1976-1977 :  US Dunkerque (D2) : 29 match, 1 but
- 1977-1978 :  Lille OSC (D2) : 6 matchs, 0 but

## Palmarès
- Champion de D2 avec le Lille OSC en 1974